# Honeymoon Phase
Honeymoon Phase ist die Debüt-EP der österreichischen Sängerin und Songwriterin Oska. Sie wurde am 8. Januar 2021 unter dem Label Nettwerk veröffentlicht.

## Entstehung
An den 5 Titeln schrieben neben Oska selbst, auch Alex Pohn, Dave McKendry, David McKendry, Filous, Florence Arman, Johannes Römer, Lukas Hillebrand und Stu Larsen. Als Produzenten und/oder Tontechniker wirkten Alex Pohn, Filous, Johannes Römer, Martin Scheer, Lukas Hillebrand und Tricky mit.

## Titelliste
1. Distant Universe (3:40)
2. Honeymoon Phase (3:49)
3. Somebody (3:09)
4. Misunderstood (3:18)
5. Love You’ve Lost (3:39)